# Kevin Taft
Pour les articles homonymes, voir Taft.
Kevin Taft (né le 9 septembre 1955 à Saskatoon, en Saskatchewan) est un homme politique albertain (canadien). Il est chef du Parti libéral de l'Alberta et chef de l'Opposition officielle à l'Assemblée législative de l'Alberta du 27 mars 2004 au 12 décembre 2008, il a démissionné en tant que chef du parti et il est remplacé par David Swann.

## Biographie
Kevin Taft grandit à Edmonton (Alberta). Il est détenteur d'un baccalauréat et d'une maîtrise en développement communautaire de l'Université de l'Alberta, ainsi qu'un doctorat en affaires de l'Université de Warwick en Angleterre. Avant de se lancer en politique, Taft est recherchiste et conseiller pour le gouvernement provincial. Il devient célèbre en 1997 en tant qu'auteur du livre Shredding the Public Interest, dans lequel il accuse le gouvernement de Ralph Klein de faire des coupures non-nécessaires dans les fonds versés aux services publics ; Klein répond en accusant Taft d'être un communiste. Le livre se trouve sur la liste des meilleurs vendeurs du Financial Post pendant 12 semaines. En 2000, il est auteur, avec le journaliste Gillian Steward, d'un livre intitulé Clear Answers: The Economics and Politics of For-Profit Medicine.
En 2001, Taft se lance en politique et est élu sous la bannière du Parti libéral à l'Assemblée législative de l'Alberta dans la circonscription d'Edmonton-Riverview, défaisant le candidat-vedette conservateur Wendy Kinsella. Trois ans plus tard, au printemps 2004, Ken Nicol démissionne de son poste de chef du Parti libéral et Taft est élu chef. Taft était généralement perçu comme étant plus ferme que Nicol lors des débats à l'Assemblée législative avant l'élection de 2004. Malgré le fait de mener un parti qui traîne une dette de 900 000 $, il mène son parti à doubler sa représentation et plus encore, remportant 16 sièges contre les 7 lors de l'élection précédente, retrouvant ses sièges à Edmonton et faisant une percée importante dans la ville traditionnellement conservatrice de Calgary. Taft est également facilement réélu dans sa circonscription : il récolte plus de vois que tout autre candidat de tous les partis dans l'élection de 2004.

## Source
- (en) Cet article est partiellement ou en totalité issu de l’article de Wikipédia en anglais intitulé « Kevin Taft » (voir la liste des auteurs).